# 博爾頓 (北卡羅萊納州)
博爾頓（英語：Bolton）是一個位於美國北卡羅萊納州哥倫布縣的城鎮。

## 人口
根據2020年美國人口普查的數據，博爾頓的面積為9.33平方千米，皆為陸地。當地共有人口519人，而人口密度為每平方千米56人。